# Jonathan Lehun
Jonathan Lehun (* 22. Februar 1984 in Toronto, Ontario) ist ein kanadischer Eishockeyspieler, der zuletzt für die Florida Everblades in der ECHL gespielt hat.

## Karriere
Jonathan Lehun begann seine Karriere als Eishockeyspieler in der Mannschaft der St. Cloud State University, für die er in der Saison 2002/03 aktiv war. Anschließend wurde er im NHL Entry Draft 2003 in der sechsten Runde als insgesamt 189. Spieler von den St. Louis Blues ausgewählt, für die er allerdings nie spielte. Stattdessen lief der Center zwei Jahre lang für Owen Sound Attack in der kanadischen Top-Juniorenliga Ontario Hockey League auf, ehe er von 2005 bis 2008 für die Florida Everblades in der ECHL spielte. In diesem Zeitraum stand er zu dem in zwei Spielen für die Rochester Americans aus der American Hockey League, sowie in insgesamt vier Spielen für die Eisbären Berlin in der DEL auf dem Eis, mit denen er 2006 Deutscher Meister wurde.

## Erfolge und Auszeichnungen
- 2006 Deutscher Meister mit den Eisbären Berlin

## Statistik
(Stand: Ende der Saison 2008/09)